# Corycium ingeanum
Corycium ingeanum là một loài thực vật có hoa trong họ Lan. Loài này được E.G.H.Oliv. mô tả khoa học đầu tiên năm 1986.